# Asteia lambi
Asteia lambi är en tvåvingeart som beskrevs av Oswald Duda 1927. Asteia lambi ingår i släktet Asteia och familjen smalvingeflugor. Inga underarter finns listade i Catalogue of Life.